# Olga Antonowa
Olga Antonowa (russisch Ольга Антонова, engl. Transkription Olga Antonova; * 16. Februar 1960) ist eine ehemalige russische Leichtathletin, die international für die Sowjetunion startete.
Antonowa belegte bei den Leichtathletik-Weltmeisterschaften 1983 in Helsinki mit der sowjetischen 4-mal-100-Meter-Staffel den sechsten Platz und erreichte im 100-Meter-Lauf die Halbfinalrunde. Bei den Leichtathletik-Halleneuropameisterschaften 1984 in Göteborg gewann sie im 200-Meter-Lauf die Bronzemedaille. Zweimal wurde sie sowjetische Hallenmeisterin im 60-Meter-Lauf (1984 und 1988).
Bei den Leichtathletik-Weltmeisterschaften 1987 in Rom errang Antonowa als Schlussläuferin in der 4-mal-100-Meter-Staffel gemeinsam mit Irina Sljussar, Natalja Pomoschtschnikowa und Natalja German die Bronzemedaille hinter den Mannschaften aus den Vereinigten Staaten und der DDR.